# Найменший (мультфільм)
«Найме́нший» — український анімаційний фільм 2006 року студії Укранімафільм, режисер — Олег Педан.

## Сюжет
Внутрішній світ та роздуми маленького хлопчика про те, ким би він міг бути.

## Над фільмом працювали
- Автор сценарію та режисер: Олег Педан;
- Художник-постановник: Ігор Котков;
- Композитор: Леонід Белєй (у титрах Л. Бєлєй);
- Кінооператор: Олександр Ніколаєнко;
- Звукорежисер: Вадим Пашкевич;
- Аніматори: Сергій Мельниченко, Олег Педан;
- Комп'ютерна обробка: Віктор Радкевич, Ігор Кривонос;
- Художники: Анатолій Радченко, Вадим Гахун, І. Душевська, Ярослава Руденко-Шведова (у титрах Я. Руденко), С. Бігун;
- Актори: Тетяна Зіновенко, Анатолій Зіновенко;
- Асистент режисера: Людмила Скройбіж;
- Монтаж: Лідія Мокроусова;
- Редактор: Світлана Куценко;
- Директор знімальної групи: В'ячеслав Кілінський.